# Parlament de Bermudes
El Parlament de les Bermudes és l'òrgan legislatiu bicameral del Territori Britànic d'ultramar de les Bermudes. Basant-se en el sistema de Westminster, una de les dues cambres (cambra baixa) és escollida, l'altra (cambra alta), es nomena.
Les dues cambres són la Cambra de l'Assemblea (36 membres; elegits per a un mandat de cinc anys en circumscripcions d'un sol escó) i el Senat (11 membres designats)
Originalment, la Cambra de l'Assemblea era l'única casa de la legislatura. Va celebrar la seva primera sessió el 1620, convertint el Parlament de les Bermudes entre les legislatures més antigues del món i la legislatura més antiga existent a les Amèriques. Un Consell Privat designat originalment va exercir funcions similars a les d'una cambra alta i d'un gabinet.
Un canvi constitucional important va tenir lloc el 1968. El Consell Legislatiu va ser substituït per un Senat nomenat. Es van legalitzar els partits polítics i es va adoptar el sufragi universal dels adults. També es va introduir el càrrec de primer ministre com a líder del partit governant i una oposició oficial.